# Bhavania arunachalensis
Bhavania arunachalensis és una espècie de peix de la família dels balitòrids i de l'ordre dels cipriniformes.

## Hàbitat
És un peix d'aigua dolça i de clima tropical.

## Distribució geogràfica
Es troba a Àsia: l'Índia.